# Max Jacob
Max Jacob   (Kemper, 12 de juliol de 1876 - Camp d'internament de Drancy, 5 de març de 1944) fou un escriptor, poeta, dramaturg, pintor i crític francès de principis del segle xx, company d'Apollinaire i Picasso; la senzillesa i la profusió del seu vers lliure forma part de la poesia francesa en l'art modern. El seu treball com a escriptor i assagista és l'origen d'un moviment literari que no nega la seva herència simbolista, l'escola de Rochefort.
Creador d'una «literatura cubista» en què l'humor, és «l'únic alliberament possible d'un món ridícul i tràgic», la metonímia, l'al·literació, els jocs de paraules, l'al·lusió i els punts suspensius són molt usats en els seus escrits. Max Jacob il·lustra un art poètic en què «l'art ingenu» tendeix a desaparèixer abans de la revelació mística. Va discutir disciplines i diferents gèneres; esdevingué pintor, llibretista i lletrista.
Nascut el 1876 a Quimper en una família jueva no practicant, Max Jacob es va convertir al catolicisme l'any 1915 després de tenir diverses visions, sense deixar de portar l'avantguarda de Montmartre i de Montparnasse. El seu origen jueu li va fer valer, sis mesos abans de l'alliberament de París, una detenció per ser deportat a Auschwitz. Internat per la gendarmeria francesa al camp de Drancy, on va morir el 5 de març de 1944.

## Biografia
Max Jacob va néixer al 14 de la rue du Parc a Quimper, a l'entresòl d'un cafè fent cantonada amb la rue Saint François, en una família jueva no practicant. El seu avi patern, Samuel Alexander, un venedor ambulant, va néixer a Sarre, en una família de comerciants de cavalls que van emigrar a l'edat de tretze anys i s'assentaren el 1858 a Quimper.
El pare de Max Jacob va treballar com a kemener, és a dir, com a sastre. Els productes anaven destinats al comerç bretó i burgés de Quimper. L'any 1871 l'esposa d'Alexandre, una parisenca, Prudence Jacob, treballava a la companyia del seu pare, al capdavant d'un equip de brodadores, tennerienou neud, que treballaven des de casa. Jacob tenia fàbriques de roba a An Oriant i va ser sota aquesta marca de l'empresa Alexandre que va desenvolupar la seva notorietat. Prudence Jacob dona el seu cognom als seus tres fills, Gaston Jacob, Max Jacob i Jacques Jacob. Samuel Alexandre, el pare de Max, i el seu fill (Max) canvien el seu nom a l'estat civil el 16 de juliol de 1888 i adopten oficialment el Jacob pels quals són coneguts pels seus clients. «Jacob» és, com molts noms bíblics, un nom típic de la Cornualla bretona. Max Jacob Alexandre tenia dotze anys quan es convertí en Max Jacob.
Després de passar la seva infància a Quimper, Bretanya, es va inscriure a l'Escola Colonial de París, que va abandonar el 1897 per a dedicar-se a una carrera artística i seguir els cubistes que es van instal·lar a Montmartre, París. Va ser un dels primers amics que Pablo Picasso va tenir a París. Es van conèixer en l'estiu de 1901, i va ser Jacob qui va ajudar el jove artista a aprendre francès. Més tard, al Boulevard Voltaire, compartiria una habitació amb Picasso, i seria amic seu tota la vida (va ser inclòs en la seva obra Els tres músics) —tot i que Picasso no va firmar una carta per a salvar Jacob, detingut per la Gestapo. Jacob li va presentar Guillaume Apollinaire, que al seu torn va introduir Picasso a Georges Braque. Es convertiria en amic proper de Jean Cocteau, Jean Hugo, Christopher Wood i Amedeo Modigliani, que va pintar el seu retrat el 1916. També es va fer amic i va encoratjar l'artista Romanin, també el conegut com a polític francès i el futur líder de la resistència Jean Moulin. Jacob, que era d'origen jueu, va afirmar haver tingut una visió de Crist el 1909, i es va convertir al catolicisme.
Max Jacob és considerat com un important enllaç entre els simbolistes i els surrealistes, com es pot veure en el seu recull de poemes Le cornet à dés (El gobelet de daus, del 1917; l'edició de Gallimard del 1949 va ser il·lustrat per Jean Hugo) i en les seves pintures, exposicions que es van dur a terme a la ciutat de Nova York el 1930 i 1938.
Els seus escrits inclouen la novel·la de Saint Matorel (1911), els versos Le laboratoire central (1921), i Le défense de Tartuffe (1919), que exposa les seves actituds filosòfiques i religioses.
El famós psicoanalista Jacques Lacan atribueix la cita «La veritat és sempre nova» a Jacob. La seva obra Saint Matorel, de 1909, constitueix la seva primera gran creació literària en el terreny de la novel·la mística. L'èxit de Jacob va anar acompanyat de diverses incursions en el neoimpressionisme en la pintura, i el surrealisme i el dadaisme en la literatura. Una de les obres més destacades és La siège de Jerusalem, publicada el 1914, coincidint amb la seva conversió al catolicisme. Altres obres importants van ser Le cornet à dés, La défense de Tartufe (1919) i Le nom (1926). També va traduir al francès el Llibre d'amic e amat de Ramon Llull (1919).

### Infància bretona (1876-1894)
El petit Max passà al primer pis d'una casa situada al 8 rue du Parc le long de l'Odet, passà una infància plena de llegendes i indults de fervor catòlic exaltats per la derrota de la dècada del 70, la participació del clergat en el revengisme i la Gran Depressió com la política del «nou esperit», però ell pateix exclusió, especialment en processons. S'ensenya orgue a la catedral de Sant Corentin amb el seu professor de piano. A partir dels vuit anys, li agrada predir el futur dels seus companys i els horòscops. Es burla dels nens bretons i narra «somnis inventats». Amb burles de les seves germanes i germans grans, no troba consol en la mare, i segueix mantenint-se més unit als més joves com amb Myrthe-Léa, que és vuit anys més jove.
A catorze anys, va ser enviat durant un any a París perquè Jean-Martin Charcot, practicant de psicoteràpia basada en el suggeriment, tractés el seu nerviosisme desbordant. Al seu retorn, va començar una de les més brillants escolaritzacions, sovint conversant en privat amb els seus professors. Aquest entusiasme per Baudelaire i Laforgue i amb els seus companys més exaltats, fa que realitzi revistes literàries. El 1894, se li va oferir una beca per preparar la competència normal en una classe de l'escola Lakanal de prestigi.

### Estudiant a París (1895-1898)
L'any 1894, Max Jacob va optar per seguir els passos del seu germà gran, Maurice, —«Maurice l'Africà», en deia Max— a l'Escola colonial a París. Assistí per tal de formar part de l'administració colonial d'Indoxina. Allotjat a l'hotel Corneille, a la rue Corneille al Barri Llatí, paral·lelament cursà estudis a la Facultat de Dret de la Sorbona.
El 4 de març de 1895 es va suïcidar, a Rennes saltant al Vilaine, el seu millor amic, Raoul Bolloré, nebot de l'industrial Jean-René Bolloré, geni precoç per qui Jacob portarà dol tota la seva vida. Jacob suspengué tots els seus exàmens l'any escolar 95-96 i repetí curs. En aquest període es preparà amb antelació l'examen d'ingrés en l'administració de la presó colonial.
Es canvià al desembre de 1896, a causa de patir una insuficiència pulmonar després de dos mesos, del servei militar al 118é regiment d'infanteria a Quimper. L'any següent s'instal·là en un àtic (la casa del seu pare), on es dedicà al piano i al disseny paisatgístic; però al desembre de 1897, després del primer trimestre del seu segon any, va renunciar a l'escola colonial. Renunciant als somnis dels viatges exòtics, va tornar a Quimper per estar-se unes setmanes, on trobà el seu piano de sempre.
A vint-i-un anys, va sentir-se atret per la festa parisenca, i somnià a convertir-se en un home de lletres. Aprofità la seva majoria d'edat, a disgust dels seus pares, per instal·lar-se a París, el 1898 de febrer, temporalment amb un amic seu. Mentre continuà els seus estudis de dret, s'allotjà en una habitació de gamma baixa, al bulevard Arago a la rue Denfert-Rochereau, on tractà de guanyar-se la vida com a pianista acompanyant i amfitrió d'un curs de dibuix en una escola municipal. Superà amb èxit els seus exàmens al desembre de 1898 i rebé la llicenciatura en dret, especialitzat en dret marítim, al 6 de gener de 1899.

## Mort
Després de marxar de París, al maig de 1936, per instal·lar-se a Saint-Benoît-sur-Loire, Loiret, Max Jacob va ser detingut el 24 de febrer de 1944 per la Gestapo, i internat a la presó d'Orleans, com a presoner #15872. Jueu de naixement, el germà de Jacob, Gaston, havia estat detingut prèviament el gener de 1944 i deportat al camp de concentració d'Auschwitz, gasejat a la seva arribada amb la seva germana Myrthe-Lea; el seu marit també fou deportat i assassinat pels nazis. Després del seu empresonament a Orleans, Max va ser traslladat a camp de concentració de Drancy des d'on havia de ser transportat en el pròxim comboi d'Auschwitz a Polònia. No obstant això, va dir que patia de pneumònia bronquial; Max Jacob va morir a la infermeria de Le Cité de la Muette, un antic bloc d'habitatges que va servir de camp de concentració conegut amb el nom de Drancy, el 5 de març.
Enterrat a Ivry, després que acabés la guerra, el 1949, les seves restes van ser traslladades pels seus amics artistes Jean Cassou i René Iché (que va esculpir la tomba del poeta) al cementiri de Saint-Benoît-sur-Loire en el departament de Loiret.

## Pseudònims
Així com el seu nom regular o «nom d'estat civil», Jacob va treballar sota almenys dos pseudònims, Léon David (el nom del seu avi matern) i Morven le Gaëlique.

## Obra

### Poesia i correspondència
- Le cornet à dés ('El gobelet de daus'), poemes en prosa (1917)
  - Publicat en català: El gobelet dels daus, en traducció d'Enric Casasses, amb pròleg de J. V. Foix (un article del 1946 sobre la poesia de Max Jacob que va aparèixer a la revista Ariel) i epíleg d'Enric Casasses (Palma: Lleonard Muntaner Editor, 2010)[27]
- Le laboratoire central (1921), inclou el poema «Honneur de la sardane et de la tenora», dedicat a Picasso
- Visions infernales (1924)
- Les penitents en maillot rose (1925)
- Poèmes de Morven le Gaëlique (1926)
- L'homme de chair et l'homme de reflet (1934)
- Derniers poèmes en vers et en prose (1945), pòstum
- Conseils à un jeune poète suivis de Conseils à un étudiant (1945), Edicions Gallimard[28]

### Narrativa o literatura transfronterera
- Saint Matorel, amb il·lustracions de Picasso, escrit el 1909 (1911)
- Oeuvres burlesques et mystiques du Frere Matorel (1912)
- Le siège de Jerusalem. Grande tentation céleste de Saint Matorel, tercera part de la trilogia de Sant Matorel (1914)
- Filibuth ou la montre en or, novel·la (1923)
- Le cabinet noir. Lettres avec commentaires, correspondència més o menys inventada (1928)
- Cinématoma, narrativa (1929)

### Assaig
- La défense de Tartufe. Extases, remords, visions, prières, poèmes et méditations d'un Juif converti (1919)
- Tableau de la bourgeoisie (1929)
- Bourgeois de France et d'ailleurs (1932)

### Traducció
- Llibre d'amic e amat de Ramon Llull (1919) traduït al francès en éditions de la Sirène. L'obra incorpora també la «nota biogràfica» sobre Ramon Llull, per Max Jacob i Antonio de Barrau.[17][29]

## Galeria

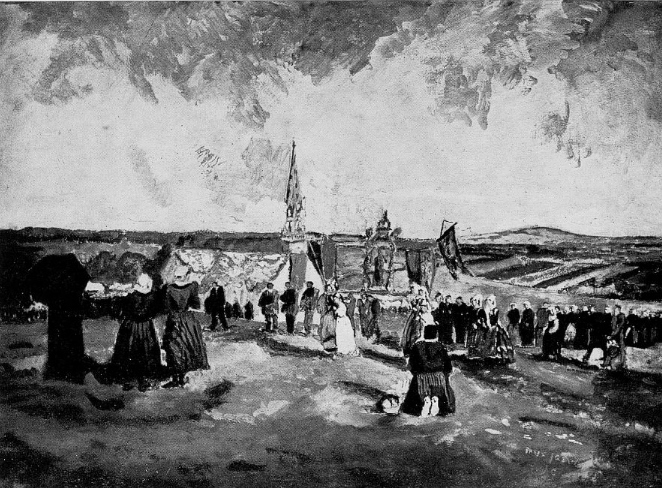
Le pardon de Sainte-Anne
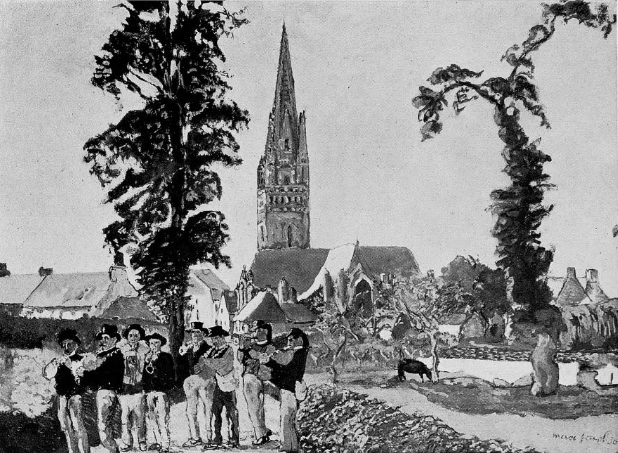
Le clocher de Ploaré
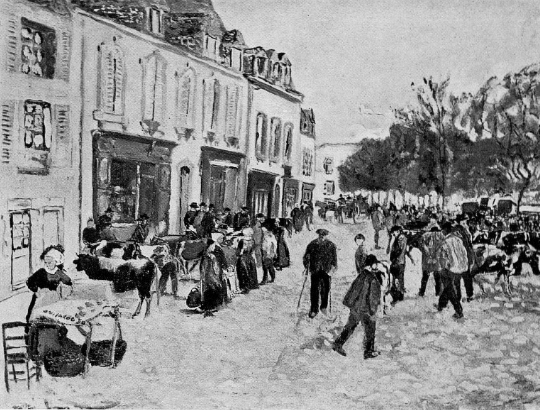
Le marché à Pont-l'Abbé
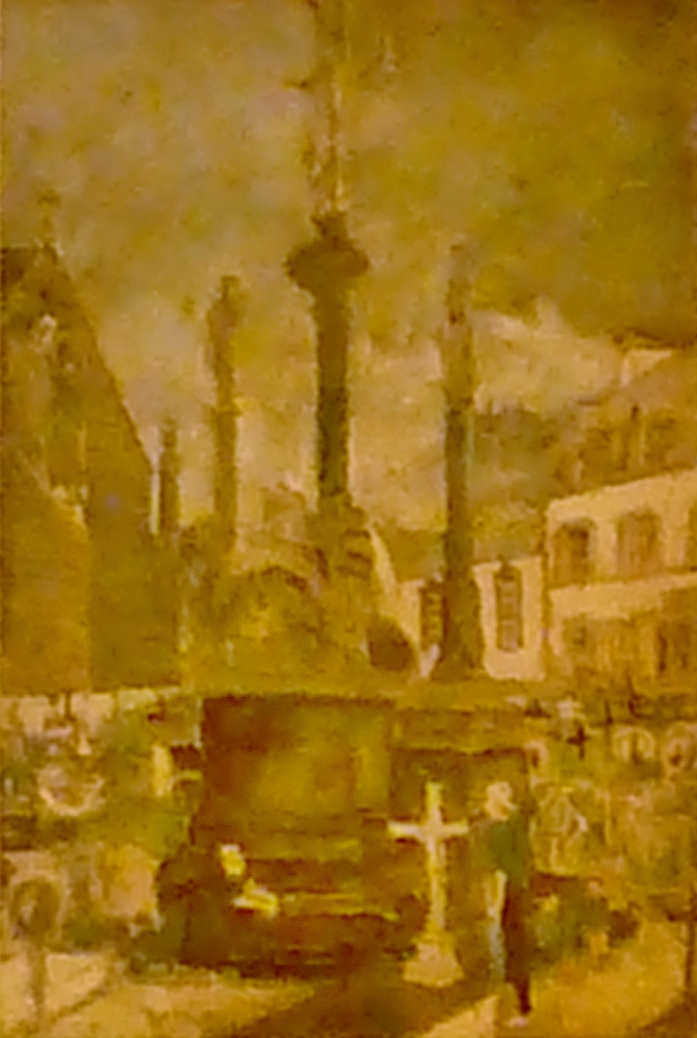
Le calvaire de Guengat. Una pintura de Max Jacob al Museu de Belles Arts de Quimper